# La Covaciella
La Covaciella – jaskinia położona w gminie Cabrales w hiszpańskiej wspólnocie autonomicznej Asturia. Stanowisko sztuki prehistorycznej.
Jaskinia została odkryta przypadkowo w 1994 roku podczas prac związanych z budową pobliskiej drogi. Składa się z jednej galerii o długości 40 m, zakończonej rozległą komnatą. Na ścianach jaskini znajdują się malowidła przedstawiające zwierzęta, głównie żubry stepowe, konie i jelenie. Malowidła te są wytworem ludności reprezentującej kulturę magdaleńską, ich wiek określany jest na 14 tysięcy lat. Ponieważ spadające głazy zamknęły na tysiąclecia oryginalne wejście do jaskini, malowidła zachowały się w bardzo dobrym stanie.
Ze względu na ochronę prehistorycznych malowideł jaskinia jest zamknięta dla turystów, jej wirtualną rekonstrukcję można oglądać we wsi Carreña de Cabrales.